# Łabusz
Łabusz (niem. Labus) – część miasta Koszalina, w jego północnej części położona nad jeziorem Jamno, na Wybrzeżu Słowińskim.
Teren Łabusza znajduje się w obszarze chronionego krajobrazu Koszalińskiego Pasa Nadmorskiego.
Łabusz i Jamno zostały przyłączone jako część miasta Koszalina 1 stycznia 2010. Wcześniej miała status wsi, będącej siedzibą sołectwa w gminie Będzino.
Koszalin utworzył jednostkę pomocniczą miasta – osiedle Jamno-Łabusz, które obejmuje części miasta: Jamno i Łabusz. Organem uchwałodawczym osiedla jest rada osiedla, która liczy 15 członków. Organem wykonawczym jest zarząd osiedla składający się z 3 osób (przewodniczącego, wiceprzewodniczącego, sekretarza).

## Nazwa
Nazwę Łabusz wprowadzono urzędowo w 1948 roku, zastępując poprzednią niemiecką nazwę wsi Labus. Jej nazwę można wywodzić od starodawnego imienia Łabuz lub Łabuch.

## Historia
Pierwsza wzmianka o osadzie pochodzi z 1337, była to typowa słowiańska wieś owalnica.

## Galeria

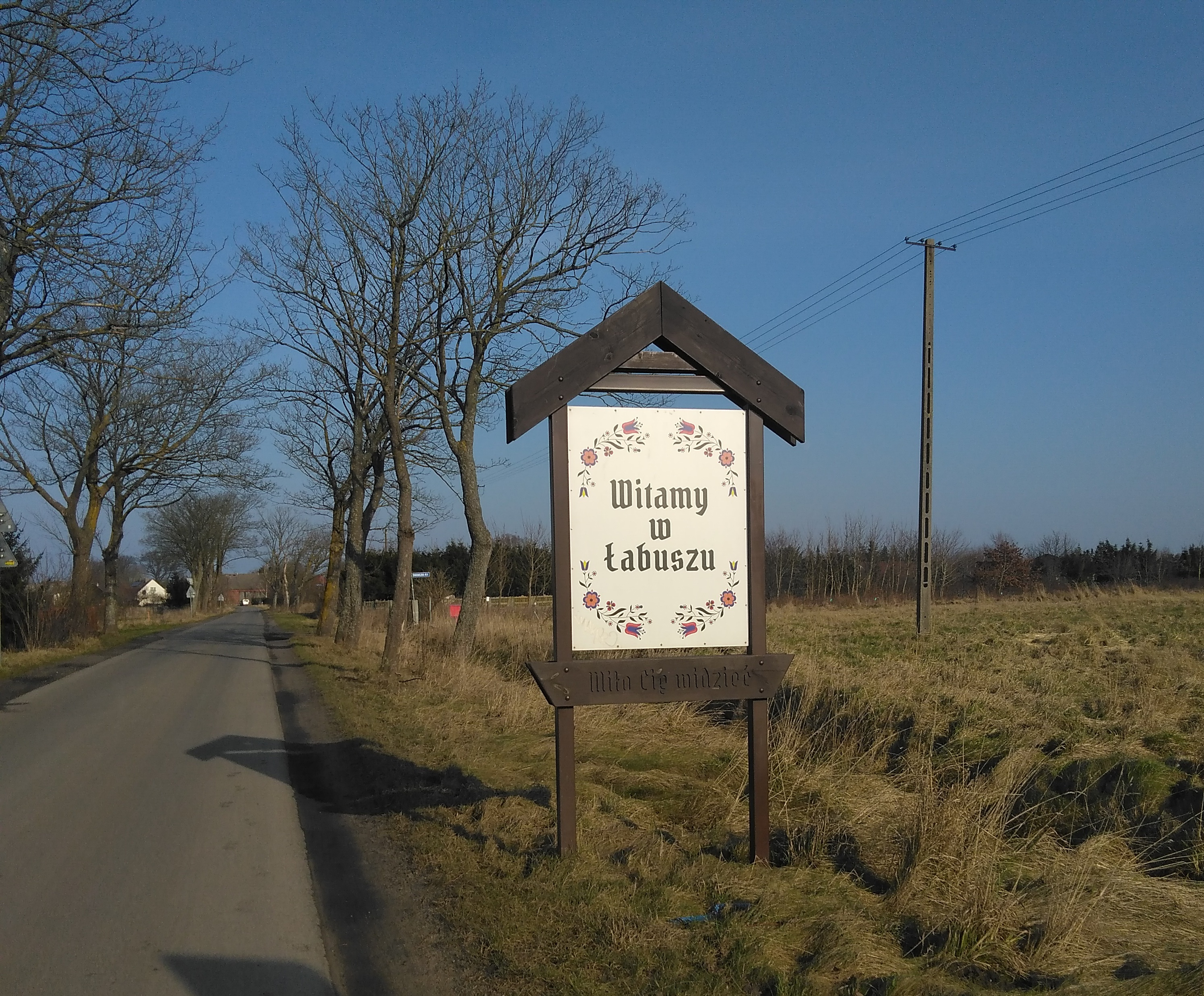
Witacz w Łabuszu.
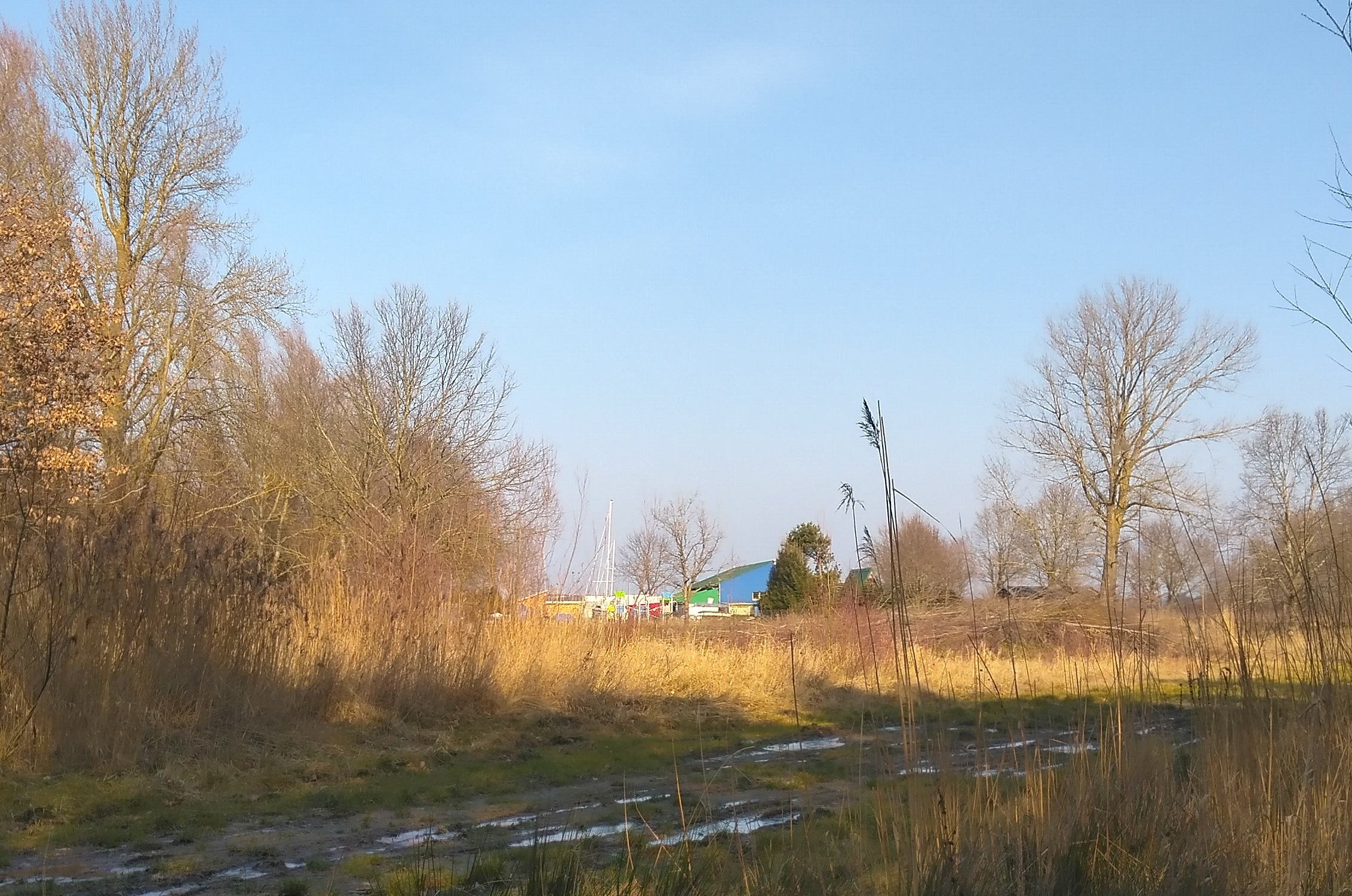
Przystań WOPR w Łabuszu nad jeziorem Jamno.
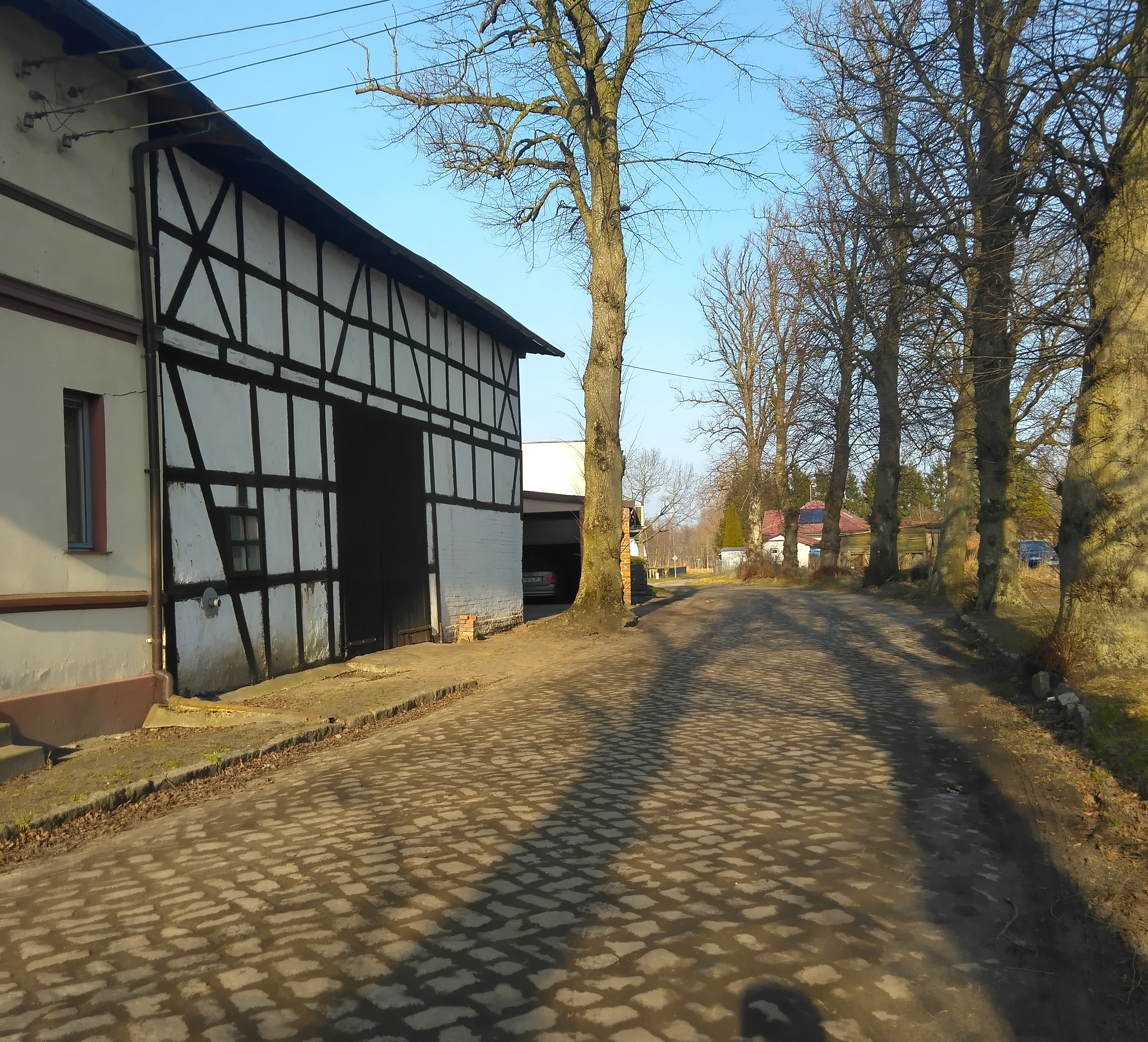
Ulica Starowiejska (2025)
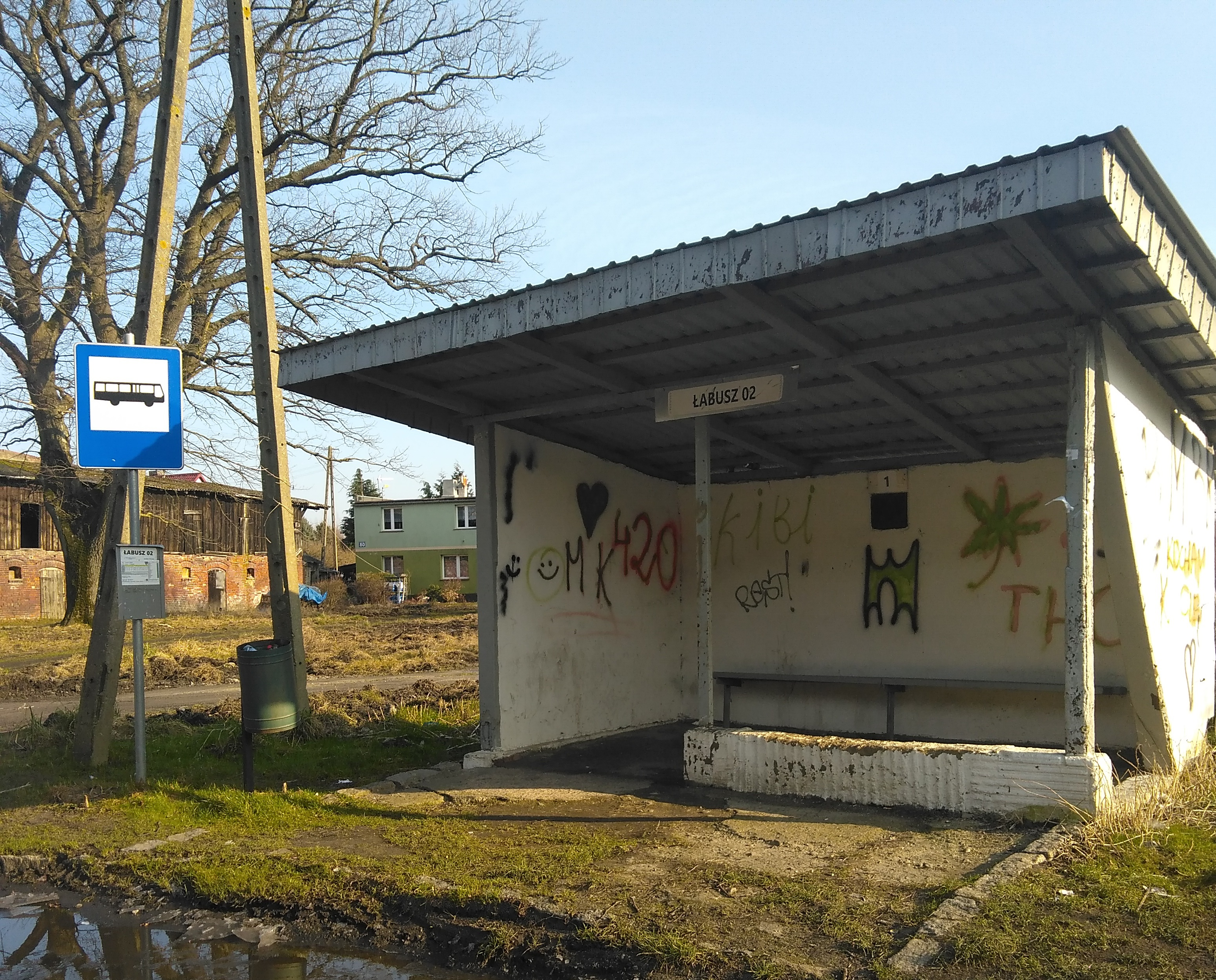
Przystanek autobusowy (2025)